# Wiekier
Wiekier (biał. Векер; ros. Веккер) – wieś na Białorusi, w obwodzie mohylewskim, w rejonie mohylewskim, w sielsowiecie Bujniczy.